# Sinosfeer

De sinosfeer

De sinosfeer, ook wel de Oost-Aziatische cultuursfeer genoemd, refereert aan een groep landen en regio's die worden bewoond door Chinese volkeren of ooit onder Chinese culturele invloed hebben gestaan. Men schaart doorgaans Groot-China, Japan, Korea en Vietnam onder de sinosfeer.
Confucianisme, taoïsme, boeddhisme en het Chinese karakterschrift zijn een aantal voorbeelden van overkoepelende concepten die in alle uithoeken van de sinosfeer te vinden zijn.
In deze cultuursfeer is er niet enkel sprake van een Chinese invloed op omringende landen, maar ook van een wederzijdse invloed tussen verschillende culturen. Een voorbeeld van zulke wederzijdse invloed kan worden gegeven door te kijken naar de Japanse taal. In de loop der eeuwen zijn er door de Japanners duizenden Chinese karakters geleend om hun eigen taal mee te kunnen schrijven. Met diezelfde karakters hebben de Japanners soms zelf nieuwe woorden gemaakt (noemenswaardig in dit verband is een aantal geleerden uit de Meijiperiode zoals Fukuzawa Yukichi). Deze woorden zijn vervolgens vaak weer overgenomen door Chinese talen. Een voorbeeld van een dergelijk woord is 社会 shakai (maatschappij), een woord bestaande uit twee Chinese karakters dat in Japan bedacht is als vertaling van het Engelse concept society. In het Mandarijn is dit woord vervolgens teruggeleend als shèhuì.

## Etymologie
Sinosfeer is de vertaling van een Engelstalig neologisme, sinosphere, dat voor het eerst werd gebruikt in 1990 door de Amerikaanse linguïst James Matisoff. Het woord sinosfeer is opgebouwd uit twee delen: allereerst uit sino- dat is ontleend aan het Latijnse sinae en -sfeer in de zin van invloedssfeer. Het woord is gevormd in overeenkomst met de gelijkvormigheid toegepast op termen als: sinologie en Sino-Tibetaanse talen.
In Oost-Azië legt men bij het refereren aan de sinosfeer doorgaans de nadruk op het taalkundige aspect door "cultuursfeer van Chinese karakters" (漢字文化圈, Chinees: hànzì wénhuàquān, Japans: kanji bunkaken, Koreaans: hanja munhwagwon, Vietnamees: hán tự văn hóa quyển) te zeggen.
Centraal-Azië (Midden-Azië) · Noord-Azië · Oost-Azië · Zuid-Azië · Zuidoost-Azië · Zuidwest-Azië

Oosten: Nabije Oosten · Midden-Oosten · Verre Oosten

Arabië · Golf · Indië · Indochina · Levant · Mashreq · Sinosfeer · Indosfeer · Turkestan